# Castillo de Penella
El castillo de Penella se encuentra a unos 7 km de Cocentaina (Provincia de Alicante, España). Fue construido en el siglo XIII ocupando la totalidad de un peñón calizo de paredes verticales por su cara norte. Recibe el nombre de la partida en donde se encuentra.
Este es un castillo que pertenece al mundo de los castillos rurales o casas señoriales fortificadas de la primera época cristiana. En 1271 el Rey Jaime I concede a Ponç Guillem de Villafranca las alquerías de Peniella y Forminyàn, autorizándolo a construir en la roca de Peniella un castillo.
Está construido a base de tapial y nivelado con un basamento de mampostería.
Actualmente se puede ver la torre del homenaje de planta cuadrada de 4 metros de lado por 12 metros de altura, su parte alta está almenada. Tiene adosada a la torre una edificación de planta cuadrangular también almenada.